# San Lorenzo (Nuevo México)
San Lorenzo es un lugar designado por el censo ubicado en el condado de Grant en el estado estadounidense de Nuevo México. En el Censo de 2010 tenía una población de 97 habitantes y una densidad poblacional de 21,41 personas por km².

## Geografía
San Lorenzo se encuentra ubicado en las coordenadas 32°48′19″N 107°55′13″O / 32.80528, -107.92028. Según la Oficina del Censo de los Estados Unidos, San Lorenzo tiene una superficie total de 4.53 km², de la cual 4.52 km² corresponden a tierra firme y (0.11%) 0.01 km² es agua.

## Demografía
Según el censo de 2010, había 97 personas residiendo en San Lorenzo. La densidad de población era de 21,41 hab./km². De los 97 habitantes, San Lorenzo estaba compuesto por el 79.38% blancos, el 0% eran afroamericanos, el 6.19% eran amerindios, el 0% eran asiáticos, el 0% eran isleños del Pacífico, el 12.37% eran de otras razas y el 2.06% pertenecían a dos o más razas. Del total de la población el 53.61% eran hispanos o latinos de cualquier raza.